# Subsydia eksportowe
Subsydia eksportowe – dopłaty przyznawane w celu uzyskania nadwyżki eksportowej lub zwiększenia już występującego eksportu na dane dobro. Subsydia eksportowe, w odróżnieniu od subsydiów produkcji krajowej, przyznawane są podmiotom gospodarczym nie w związku z produkcją danego dobra, ale z jego wywozem.

## Formy subsydiowania
Typowe formy subsydiów eksportowych:
- premie pieniężne dla eksporterów;
- tanie kredyty dla importerów zagranicznych;
- ubezpieczanie transakcji eksportowych;
- współfinansowanie promocji.

## Subsydia eksportowe a liberalizacja handlu
Negatywny wpływ subsydiów eksportowych na handel międzynarodowy spotkał się z reakcją GATT/WTO. Za zakazane uznano bezpośrednie wypłaty dla eksporterów, ulgi podatkowe i celne, preferencyjne stawki transportowe oraz preferencyjne kredyty eksportowe. Jednocześnie stworzony został system pozwalający krajom narażonym na subsydia stosowanie ceł wyrównawczych, zaś krajom znajdującym się w okresie transformacji pozwolono stosować subsydia eksportowe do 2001 roku.
Kraje WTO inaczej traktują jednak produkty rolne - stosowanie subsydiów wobec nich jest dozwolone, aczkolwiek stopniowo ograniczane (np. Runda Urugwajska).